# Centrolene
Centrolene – rodzaj płazów bezogonowych z podrodziny Centroleninae w rodzinie szklenicowatych (Centrolenidae).

## Zasięg występowania
Rodzaj obejmuje gatunki występujące w wilgotnych lasach wzdłuż Andów od Kolumbii i Wenezueli do Peru oraz w Kordylierze Nadbrzeżnej w Wenezueli i regionie Gujana.

## Systematyka

### Etymologia
- Centrolene: gr. κεντρον kentron „ostry koniec, kolec”[5]; ωλενη ōlenē „łokieć, przedramię”[6].
- Centrolenella: rodzaj Centrolene Jiménez de la Espada, 1872; łac. przyrostek zdrabniający -ella[7][3]. Gatunek typowy: Centrolenella antioquiensis Noble, 1920.

### Podział systematyczny
Do rodzaju należą następujące gatunki:

- Centrolene acanthidiocephalum (Ruiz-Carranza & Lynch, 1989)
- Centrolene altitudinalis (Rivero, 1968)
- Centrolene antioquiensis (Noble, 1920)
- Centrolene ballux (Duellman & Burrowes, 1989)
- Centrolene buckleyi (Boulenger, 1882)
- Centrolene camposi Cisneros-Heredia, Yánez-Muñoz, Sánchez-Nivicela & Ron, 2023
- Centrolene charapita Twomey, Delia & Castroviejo-Fisher, 2014
- Centrolene condor Cisneros-Heredia & Morales-Mite, 2008
- Centrolene daidalea (Ruiz-Carranza & Lynch, 1991)
- Centrolene ericsmithi Cisneros-Heredia, Yánez-Muñoz, Sánchez-Nivicela & Ron, 2023
- Centrolene geckoidea Jiménez de la Espada, 1872
- Centrolene heloderma (Duellman, 1981)
- Centrolene hesperia (Cadle & McDiarmid, 1990)
- Centrolene huilensis Ruiz-Carranza & Lynch, 1995
- Centrolene hybrida Ruiz-Carranza & Lynch, 1991
- Centrolene lemniscata Duellman & Schulte, 1993
- Centrolene lynchi (Duellman, 1980)
- Centrolene muelleri Duellman & Schulte, 1993
- Centrolene notosticta Ruiz-Carranza & Lynch, 1991
- Centrolene paezorum Ruiz-Carranza, Hernández-Camacho & Ardila-Robayo, 1986
- Centrolene peristicta (Lynch & Duellman, 1973)
- Centrolene pipilata (Lynch & Duellman, 1973)
- Centrolene sabini Catenazzi, Von May, Lehr, Gagliardi-Urrutia & Guayasamin, 2012
- Centrolene sanchezi Ruiz-Carranza & Lynch, 1991
- Centrolene savagei (Ruiz-Carranza & Lynch, 1991)
- Centrolene solitaria (Ruiz-Carranza & Lynch, 1991)
- Centrolene venezuelense (Rivero, 1968)
- Centrolene zarza Székely, Córdova-Díaz, Hualpa-Vega, Hualpa-Vega & Székely, 2023